# Mick Tucker
Michael Thomas "Mick" Tucker (17 de Julho de 1947, Harlesden , North West London — 14 de fevereiro
de 2002) foi o baterista e backing vocal da banda inglesa de glam rock Sweet.

## Bandas
Em 1966, Mick juntou-se "Wainwright é Gentlemen", com Brian Connolly tocando uma mistura de R & B, Motown, e no início de sons psicodélicos. A banda se separou em 1968. Não há gravações conhecidas na existência.
Ele foi membro fundador da banda "Sweetshop" em janeiro de 1968, juntamente com Steve Priest , Brian Connolly, e Torpey Frank, que mais tarde foi substituído por Mick Stewart, que foi sucedido pelo próprio Andy Scott . "Sweetshop" foi encurtado para "The Sweet" em 1968.

## Vida Pessoal
No dia 16 de agosto de 1973, Mick casou com sua primeira esposa, Pauline, na Igreja do Sagrado Coração em Ruislip, Middlesex. Eles então se mudaram para uma casa em Beverly Drive, Ruislip.
Na casa, Mick havia instalado um estúdio de som. Ele também tinha uma sala de música com prata e ouro concedido a partir de álbuns em todo o mundo nas paredes.
Mick gostava de jogar tênis, coletando estatuetas de vidro, cozinhar e brincar com seu cão pastor alemão, Zeus. Ele adorava carros caros, peles, relógios e jóias. Ele também teve inúmeros pares de sapatos. Ele usava uma corrente com uma meia-lua e uma estrela no pescoço. Era seu amuleto de boa sorte.

## Morte
Mick morreu no dia 14 de fevereiro de 2002 em Welwyn Garden City , Hertfordshire de leucemia , tinha 54 anos. Seu funeral teve foi no dia 25 de fevereiro de 2002. Ele está enterrado em uma cova anônima na Chorleywood Casa Cemitério. O local é de 51 graus 39,644 minutos North.0 Graus 30,330 minutos Oeste.
Um banco de madeira com uma placa de bronze financiado pelos fãs como uma dedicação à Tucker também está posicionada nas imediações do túmulo.
Ele deixou viúva, Janet e Ayston, filha de seu primeiro casamento com Pauline, que morreu em 1979.
Doce, baixista Steve Priest disse sobre Tucker: "Ele era o baterista mais subestimados que já saiu da Inglaterra Foi a força motriz da banda Ele era tecnicamente maravilhoso. Seu tempo foi impecável, mas ele tinha um monte de alma tão bem e... ele realmente sentia que ele estava brincando. "
O guitarrista Andy Scott disse: "Mick Tucker foi o melhor baterista volta nos anos setenta. Eu tocava na banda mesmo que ele e tinha orgulho de fazê-lo. Sinto tristeza extrema, portanto, que ele já nos deixou e meu coração vai para Janet Ayston e com a sua perda triste".